# Dichroplus maculipennis
Dichroplus maculipennis är en insektsart som först beskrevs av Blanchard 1851. Dichroplus maculipennis ingår i släktet Dichroplus, och familjen gräshoppor. Inga underarter finns listade i Catalogue of Life.